# Эро, Артур
Артур Деланси «Дэн» Эро младший (англ. Arthur Delancey "Dan" Ayrault Jr.; 21 января 1935, Лонг-Бич, Калифорния — 24 февраля 1990, Сиэтл, Вашингтон) — американский гребец, выступавший за сборную США по академической гребле во второй половине 1950-х годов. Двукратный олимпийский чемпион, победитель и призёр многих регат национального значения. Также известен как преподаватель.

## Биография
Артур Эро родился 21 января 1935 года в городе Лонг-Бич, штат Калифорния.
Занимался академической греблей во время учёбы в Стэнфордском университете, состоял в местной гребной команде «Стэнфорд Кардиналс», неоднократно принимал участие в различных студенческих регатах. Окончил университет в 1956 году, получив степень бакалавра по философии, и затем проходил подготовку в гребном клубе «Лейк-Вашингтон» в Сиэтле, который сам же и основал.
Первого серьёзного успеха в гребле на взрослом международном уровне добился в сезоне 1956 года, когда вошёл в основной состав американской национальной сборной и благодаря череде удачных выступлений удостоился права защищать честь страны на летних Олимпийских играх в Мельбурне. В зачёте распашных рулевых двоек вместе с Конном Финдли и рулевым Куртом Сейффертом занял первое место, тем самым завоевал золотую олимпийскую медаль.
Находясь в числе лидеров гребной команды США, благополучно прошёл отбор на Олимпийские игры 1960 года в Риме. На сей раз стартовал в безрульных четвёрках, в финале вновь обошёл всех своих соперников и добавил в послужной список ещё одну золотую награду.
Впоследствии также окончил Гарвардский университет, став магистром педагогических наук, и после завершения спортивной карьеры работал учителем в школе Lakeside School в Сиэтле, в частности в период 1969—1990 годов занимал должность директора.
Умер 24 февраля 1990 года в Сиэтле в возрасте 55 лет.